# Esquire (Nederland)
Esquire is een Nederlands tijdschrift, uitgegeven door Hearst Magazines. Op 17 mei 2021 werd bekend dat Hearst zou stoppen met het uitgeven van acht van zijn twintig titels in Nederland, waaronder Esquire.

## Geschiedenis
Het tijdschrift werd in 1990 opgericht als Nederlandse editie van het gelijknamige Amerikaanse maandblad dat zich sinds 1933 met bijdragen van beroemde schrijvers als Ernest Hemingway, F. Scott Fitzgerald, Tom Wolfe en Norman Mailer richt op ‘de man met stijl en inhoud’.
De eerste hoofdredacteur van de Nederlandse Esquire was de latere filmproducent Gijs van de Westelaken. De huidige hoofdredacteur, Arno Kantelberg, werd in 2008 door het Nederlands Uitgevers Verbond uitgeroepen tot Hoofdredacteur van het Jaar. In 2007 was hij genomineerd voor die prijs. In 2006 werd artdirector Naim Niebuur met Esquire genomineerd voor de Art Direction van het Jaar. 
In 2012 begon Choque Ling Lau als artdirector bij het tijdschrift en sindsdien is zij het creatieve brein achter de Nederlandse Esquire. Ze won zowel in 2013 als 2018 de Mercur Award voor beste Art Director van het Jaar. Overigens was zij in 2019 ook genomineerd voor deze prijs. Ditmaal als artdirector van de Nederlandse uitgave van National Geographic Traveler waar Lau sinds 2019, naast Esquire, ook artdirector van is.

## Oplagecijfers
- 2001: 20.162
- 2010: 24.894
- 2016: 19.482
- 2017: 12.466
- 2018: 15.192
- 2019: 13.890
- 2020: 12.042

## Bekende medewerkers van de Nederlandse Esquire
- Hugo Borst
- Michiel Borstlap
- Jan Kuitenbrouwer
- Ivo Weyel
- Cécile Narinx
- Twan Huys

## Best geklede man van het jaar
Sinds 1998 organiseert Esquire de verkiezing van de ‘Best geklede man van het jaar’. De winnaars van de afgelopen jaren waren:
- 1998 - Pim Fortuyn
- 1999 - Humberto Tan
- 2000 - Jules Deelder
- 2001 - Bram Moszkowicz
- 2002 - Johnny de Mol
- 2003 - Wilfried de Jong
- 2004 - Michiel Huisman
- 2005 - Daniël Boissevain
- 2006 - Thijs Römer
- 2007 - Don Diablo
- 2008 - Benjamin Herman
- 2009 - Dennis van Leeuwen
- 2010 - Jules Deelder
- 2011 - Felix Maginn
- 2012 - Spinvis
- 2013 - Sunnery James
- 2014 - Danny Vera
- 2015 - Ronnie Flex
- 2016 - Achmed Akkabi
- 2017 - Klaas Dijkhoff
- 2018 - Daan Boom
- 2019 - Splinter Chabot
- 2020 - Ray Fuego & Paul Rem

## Best geklede band van het jaar
- 2007 - Moke
- 2008 - Le Marquis
- 2009 - Go Back to the Zoo
- 2012 - The Kik
- 2013 - Rilan & The Bombardiers
- 2014 - Handsome Poets
- 2015 - De Staat
- 2016 - BRUUT!
- 2017 - Tangarine

## Most Fashionable Footballer
Sinds 2009 organiseert Esquire de verkiezing van de 'Most Fashionable Footballer'. De winnaars van de afgelopen jaren waren:
- 2009 - Evgeniy Levchenko
- 2010 - Kurt Elshot
- 2011 - Demy de Zeeuw
- 2012 - Karim El Ahmadi